# Avicultural Society
Die Avicultural Society ist eine britische Vereinigung von Vogelzüchtern mit Sitz in London. Weltweit gehörten ihr Mitte der 1990er Jahre etwa 5.000 Mitglieder an. Fachlich betreut die Vereinigung die Züchter von fremdländischen Käfig- und Volierenvögel. Sie gibt auch die Zeitschrift Avicultural Magazine mit Mitteilungen und Berichten heraus. 

## Präsidenten
Der erste Präsidentin der Avicultural Society war die Countess of Bective, die das Amt von 1894 bis 1895 übernahm. Es folgten Reverend Frederick George Dutton, Reverend Hubert Delaval Astley, Alfred Ezra, David Seth-Smith, Maud Knobel, Arthur A. Prestwich, Jean Théodore Delacour (er war auch Präsident der Avicultural Society of America), Ruth Ezra und Raymond Sawyer. Seit 2012 ist Christopher Marler Präsident. Die Präsidenten  haben das Amt oft auf Lebenszeit inne.